# 史繼鰌
史繼鰌（17世紀—17世紀），字如矢，浙江紹興府諸暨縣人，明朝、南明政治人物。

## 生平
史繼鰌為諸生時已經有名聲，崇禎十五年（1642年）壬午科浙江鄉試第十五名舉人，十六年（1643年）聯捷癸未科二甲第十九名進士，授刑部主事，依舊以節操自勵；甲申之變時，同縣進士方胤昌相約他接受大順政權任命，他卻嚴詞拒絕，南走後得弘光朝廷授饒州府推官，清兵攻陷南京被擒，不久逃脫。
後來史繼鰌投靠魯王朱以海朝廷，任刑部雲南司員外郎，陞郎中，紹興失陷後授徒終老。

## 引用
1. 1 2  錢海岳《南明史·卷八十二·列傳第五十八》：南京亡，（駱方璽）與史繼鰌從軍江上。……繼鰌，字如矢，諸暨人。崇禎十六年進士。北京亡，方胤昌約同降，拒之南走，授饒州推官。清兵至，被執得脫。（魯）王授刑部雲南司郎中，歷員外郎、郎中。紹興亡。皆授徒以終。
2. ↑  宣統《諸暨縣志·卷二十四·科第表上》：（崇禎）十五年壬午（舉人） 史繼鰌 字矢如，居花山鄉草隖，癸未進士 十六年癸未 史繼鰌 二甲十九名，刑部郎中，有傳
3. ↑  宣統《諸暨縣志·卷三十·人物志 列傳四》：（余）綸字伯綬，號岸修，崇禎癸未與同邑史繼鰌同年成進士……繼鰌字如矢，官刑部額外主事，為諸生時文名籍甚，而繼鰌顧以節操自勵；甲申之變，同邑方允昌官兵部，約繼鰌受偽命，繼鰌正色拒之，方之古人殆權皋甄濟之流也，陶菴氏獨取綸而遺繼鰌，何與？ 據康熙、乾隆府志、《大觀堂文集》纂